# اقتصاد (کتاب)
اقتصاد (به انگلیسی: Economics) یک کتاب درسی مقدماتی اثرگذار در زمینه علم اقتصاد است که توسط پل ساموئلسون نوشته شد. این کتاب برای دهه‌ها پرفروش‌ترین کتاب درسی اقتصاد بود.

## تاریخچه
کتاب اقتصاد اولین بار در سال ۱۹۴۸ منتشر شد و تا سال ۱۹۸۵ ساموئلسون تنها نویسنده آن بود. از آن پس، او تصمیم گرفت از کمک اقتصاددانان جوان‌تر نظیر ویلیام نوردهاوس در ویرایش‌های جدیدتر بهره جوید. ویرایش نوزدهم کتاب در سال ۲۰۱۰ اندکی پس از مرگ ساموئلسون منتشر گردید.

## فروش و اثرگذاری
کتاب اقتصاد دهه‌ها پرفروشترین کتاب درسی اقتصاد بود و تنها از هر یک ویرایش‌های فاصله سالهای ۱۹۶۱ تا ۱۹۷۶، ۳۰۰ هزار نسخه فروش رفت. کتاب به چهل و یک زبان ترجمه شد و در مجموع بیش از چهار میلیون نسخه از آن به فروش رسید.
اقتصاد، کتابی مقدس نامیده شد. رشد و گسترش اقتصاد جریان غالب (به انگلیسی: mainstream economics) از ویرایش اول تا چهاردهم آن قابل‌مشاهده است. این کتاب مفهوم سنتز نئوکلاسیک را ابداع و استفاده از آن را متداول کرد. این مفهوم در واقع ترکیبی از اقتصاد نئوکلاسیک و اقتصاد کینزی بود که به مدد این کتاب تبدیل به یک مفهوم پیشرو در اقتصاد جریان غالب در ایالات متحده و در دنیا در نیمه دوم قرن بیستم گردید.

## کتاب اقتصاد و مک‌کارتیسم
کتاب اقتصاد دومین کتاب در زمینه اقتصاد کینزی در آمریکا بود. طرفه آنکه کتاب آموزشی که می‌رفت بنیانهای اقتصاد سرمایه‌داری را با قالب‌بندی تازه‌ای به همگان عرضه کند، در دوره مک‌کارتیسم آماج حمله محافظه‌کاران این کشور قرار گرفت و حتی دانشگاههایی که تصمیم به تدریس آن گرفتند تحت فشار تجاری محافظه‌کاران قرار گرفتند و ساموئلسون متهم به طرفداری از کمونیسم شد. هر چند اتهام هواداری او از کمونیسم تا دهه ۱۹۸۰ میلادی ادامه یافت اما سبک بی‌طرفانه و علمی کتاب توانست او و کتابش را حفظ و موفق گرداند. سبکی که پس از این کتاب، توسط سایر نویسندگان دنبال شد.

## ترجمه فارسی
این کتاب اولین بار عمدتاً توسط شریف ادیب سلطانی تحت نظارت و ویراستاری حسین پیرنیا به فارسی برگردانده و در سال ۱۳۴۴ خورشیدی در دو جلد منتشر گردید که چند بار تجدید چاپ شد. همچنین در سال ۱۳۷۳ ترجمه دیگری از ویرایش‌های متأخر کتاب به بازار آمد که تنها دربرگیرنده بخش اقتصاد کلان کتاب اصلی بود.